# Yoga Kripalu
Écoles liées
Amrit yoga
Le yoga Kripalu est une forme de Hatha yoga développée dans les années 50 par Amrit Desai (Gurudev), qui a choisi ce nom en hommage à son gourou, Swami Sri Kripalvananda (Bapuji).
Gurudev a fondé en 1966 la Yoga Society of Pennsylvania, qui deviendra plus tard le Kripalu Center for Yoga and Health. La mission du Kripalu Center est d'enseigner « l'art et la science du yoga » pour contribuer au bien-être physique, mental et spirituel des pratiquants et de toute la société.
L'apprentissage du yoga Kripalu se fait en trois étapes. Une fois que les pratiquants ont pris conscience de leur corps et de leur respiration, ils apprennent à maintenir plus longtemps les postures (āsanas) pour parvenir enfin au stade de la méditation en mouvement.